# فرانسيس مابل روبنسون
فرانسيس مابل روبنسون (بالإنجليزية: Frances Mabel Robinson)‏ (1858، ليمينغتون سبا في المملكة المتحدة - 1956، باريس في فرنسا)؛ روائية بريطانية.